# Дворин, Абрам Моисеевич
Абра́м Моисе́евич Дворин (1897, Екатеринослав — 1965) — советский архитектор, главный архитектор Ростова-на-Дону (1930—1935), Сталинграда (1935—1942) и Новосибирска.

## Биография
Родился в городе Екатеринославе (с 2016 года — город Днепр), в семье богуславского мещанина Моисея Пейсаховича Двойрина и Фейги Двойриной.
В 1922 году работал секретарём Союза работников водного транспорта в городе Днепропетровске. В 1923 году — секретарь отдела Народного комиссариата внешней торговли в Москве. В 1924—1925 годах — уполномоченный Центрального комитета Комиссии по улучшению жизни детей при ВЦИК (Помдет) УССР в Днепропетровске. После этого в течение нескольких месяцев работал секретарём конторы Госторга УССР в Харькове.
В 1926 году Дворин работает техником городского отдела коммунального хозяйства города Днепропетровска, а в 1927 — техником-чертёжником Донугля и техником строительной конторы по переустройству Харьковского железнодорожного узла. В 1927 году назначен техником бюро инвентаризации городского комитета хозяйства в Харькове. 
В 1928 Абрам Моисеевич окончил архитектурный факультет Харьковского художественного института, получил специальность «архитектор-художник». После этого начинает работу на Южной железной дороге: архитектор-стажёром 3-го участка службы пути, архитектором правления (1928—1930). В этот период были реализованы его проекты по строительству здания столовой с залом на 200 человек на станции Кременчуг, узловая котельная станции Харьков, дома отдыха для паровозных и кондукторских бригад на 60 мест на станции Гоголево и станции Яготин Южной железной дороги. В 1929 году он проектирует Дом грузчиков на станции Севастополь, который был построен к 1931 году.

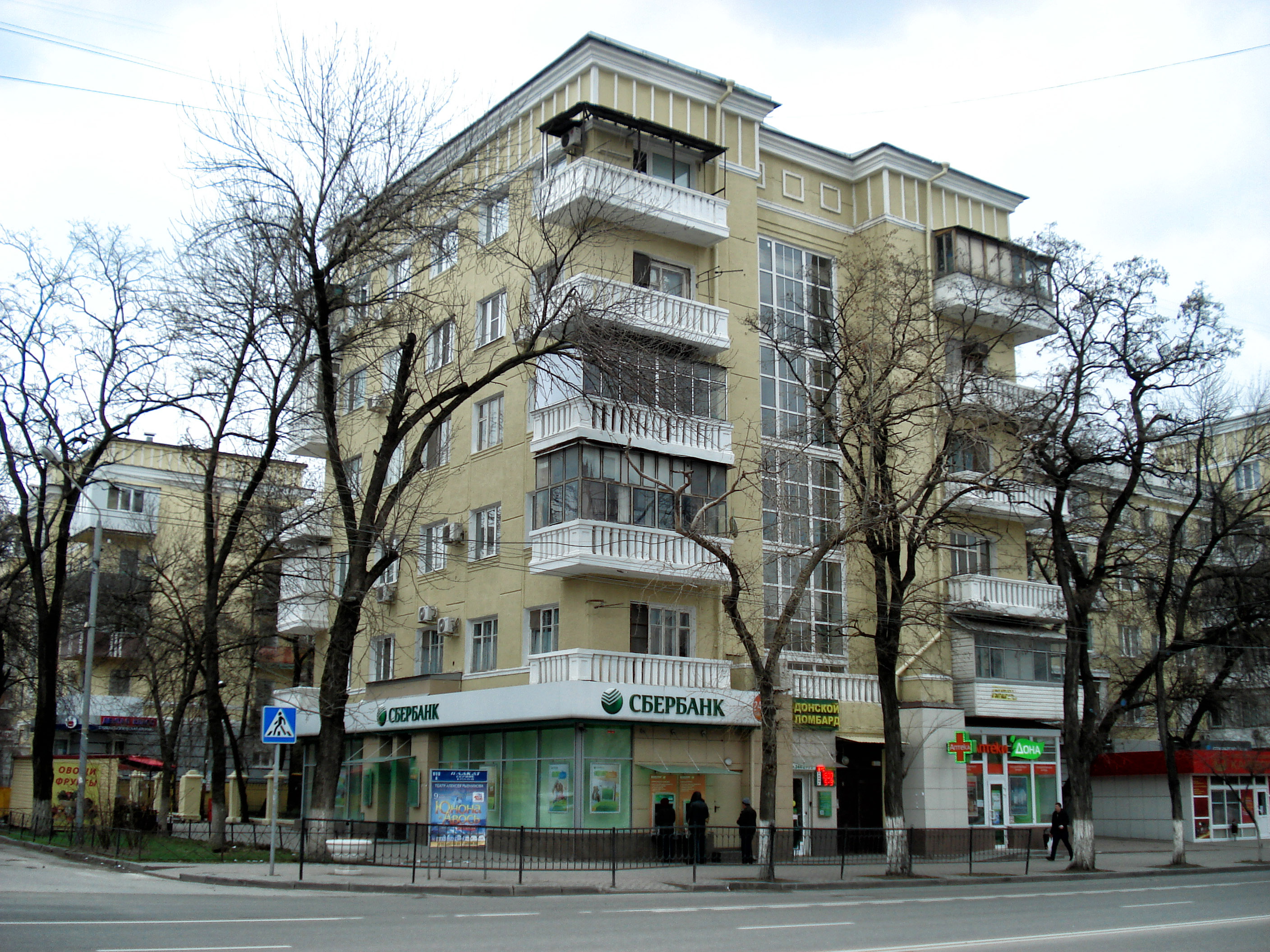
Комплекс жилых домов постконструктивизма (дома №№ 90, 92 и 94 на Будённовском проспекте и дом № 74 на улице Козлова)

В 1930 году Абрама Моисеевича Дворина назначили главным городским архитектором Горкомхоза города Ростова-на-Дону. Совместно с Петром Ивановичем Бучневым проектирует Андреевский
жилкомбинат на Будённовском проспекте, который был реализован в 1933—1936 годах. Комплекс является образцом советского конструктивизма. Памятник архитектуры. В 1931—1934 годах преподавал в политехникуме путей сообщения, в краевом пожарном техникуме.
В январе 1935 года Дворин стал начальником архитектурно-планировочного управления — главным городским архитектором Сталинграда. Вскоре после прибытия в Сталинград Дворин написал разгромную статью об архитектуре Сталинграда, досталось и местным архитекторам, которые, по его мнению, смешивали стили. В 1935—1936 годах, до передачи этих работ Гипрогору, Дворин занимается проектированием планировки Сталинграда. В местной печати подробно освещался и анализировался ход проведения детальной проработки архитектурных ансамблей Сталинграда, автором статей выступал и сам А. М. Дворин: «Мы не можем похвалиться какими-нибудь шедеврами, однако нельзя не признать некоторых достижений, доказывающих определенный рост архитекторов и целеустремленность в их работах. В ближайшее же время архитектурная трансформация Сталинграда станет не проблемой, а действительностью». Трансформация города
происходила в соответствии с принципами, проводимыми генеральным планом реконструкции Москвы 1935 года, «исходя из сохранения основ исторически
сложившегося города, но с коренной перепланировкой его путем решительного упорядочения сети городских улиц и площадей».
В 1938—1940 годах в архитектурно-планировочной мастерской АПУ горисполкома руководил работами и участвовал в выполнении проекта центральной набережной Сталинграда, руководил работами по планировке кварталов индивидуального строительства в Тракторозаводском районе.
Абрам Дворин перед Сталинградской битвой уезжает в Новосибирск, где в сентябре 1942 года становится главным городским архитектором.
В сентябре 1951 года становится заместителем главного архитектора Минска.
В 1957 году выходит на пенсию.
Скончался в 1965 году.